# 用力爱我
《用力爱我》（英語："Love Me Harder"）是美国歌手爱莉安娜·格兰德与加拿大歌手威肯的一首歌曲，收录于爱莉安娜的第二张录音室专辑《我的全部》（2014年），由马克斯·马丁、沙凡·科提查、彼得·斯文森、阿里·帕亚米、亚伯·特斯法耶、艾哈迈德·巴尔舍共同创作，由帕亚米和彼得·卡尔松制作，斯文森同时担任配唱制作人，作为专辑的第四支主打单曲，由聯眾唱片发行于2014年9月30日。《用力爱我》是一首合成器流行与节奏布鲁斯结合的情歌，并配以“令人躁动的强烈电音节拍”和吉他重复乐段以及“大太空风格的电子音效”。歌词中充满了关于虐恋的双关语。
歌曲最高达到美国《告示牌》百强单曲榜第七位，是爱莉安娜的第四首于同专辑中进入该排行榜前十位的单曲，并且爱莉安娜因此成为在2014年的该排行榜中拥有最多前十位单曲的歌手，也是威肯第一首在美国进入前十位的歌曲。由汉娜·勒克斯·戴维斯执导的音乐视频讲述了爱莉安娜在位于沙漠的一座充满沙子的废弃房屋中与威肯发生的故事。截至2018年4月，歌曲已在美国售出170万份，并且已获得美国唱片业协会的三倍白金认证。

## 背景和发行
爱莉安娜和威肯之间的合作，是由两人共同的厂牌——聯眾唱片推动的。两人均于2013年在音乐市场中崭露头角，发行了他们首张录音室专辑。Republic Records的副董事长查理·沃克在《公告牌》杂志的一次采访中表示：“威肯可以称得上是2014年的最佳新人了。毋庸置疑的。”制作人马克斯·马丁给威肯发送了歌曲的未完成版本。根据威肯的说法：“这是一首很棒的歌，但有点大众了，我在里面听不到自己的风格，所以我改变了点让其中更阴沉些。”马丁很喜欢威肯修改后的歌词。2014年6月，查理在自己的Instagram中上传了一张照片，写道：“当提到有过人才能并前途无量的艺人时，我首先想到的就是威肯。我刚刚听到了他与我们一位女歌手的合作，简直美妙到可以震惊世界。我已经迫不及待地想看到这首歌曲发行的时候了！”后来，据透露他合作的对象是爱莉安娜·格兰德。
之后，查理承认这次合作是向人们推广威肯的一个策略，他说，“爱莉安娜和威肯的这次合作并不是偶然的。这是一种战略，因为他将会创造属于自己的纪录。”2014年6月30日，爱莉安娜公布了她第二张录音室专辑的曲目列表，与威肯合作的歌曲被命名为《用力爱我》。2014年8月4日，歌曲的15秒片段被分享在爱莉安娜的Instagram账号中，之后在2014年8月20日，该曲与其他三首的试听片段一并在MTV的网站里播出。杂志《Spin》的克里斯·马丁试听完歌曲后表示爱莉安娜在歌曲中的形象“发生了巨大的转变”。之后，宣布《用力爱我》成为专辑的第四支主打单曲，于2014年9月30日在节奏当代电台中播出。

## 作曲
《用力爱我》
《用力爱我》由马克斯·马丁、沙凡·科提查、彼得·斯文森、阿里·帕亚米、亚伯·特斯法耶、艾哈迈德·巴尔舍共同创作，由帕亚米和彼得·卡尔松制作，斯文森同时担任配唱制作人。歌曲是一首爱莉安娜与威肯合作演唱的二重唱曲。根据Kobalt音乐集团在Musicnotes.com上发布的乐谱，歌曲是以C#小调谱写，速度为每分钟100拍。爱莉安娜的演唱音域为E3至E5。该是一首合成器流行与节奏布鲁斯结合的情歌，歌曲以柔和的电子背景音开始，之后转为“‘令人躁动’的强烈电音节拍”与一段吉他重复乐段,同时“大太空风格的电子音效”贯穿始终。与此同时，来自《公告牌》的理查德·S.·何将歌曲描述为“一首激情四溢的合成器浪潮与节奏布鲁斯结合的歌曲，打着色情的擦边球 - 并且这样更加诱人”。官方榜单公司的罗布·科普西表示歌曲使他联想到德雷克那些“最富有情感”的歌曲，像是2010年《Find Your Love》和2013年的《Hold On, We're Going Home》，同时杂志《Time Out》的尼克·列文把歌曲称作是“蘿蘋和瑪麗亞·凱莉的交融”。
爱莉安娜在歌词中表达了她对爱情的渴望，充满了关于虐恋的双关语。在歌曲的开始，爱莉安娜想要一个男人“无论在呼吸时、快乐时、遭受痛苦时还是幸福时都能完全满足她的要求，”唱到：“Baby, in that moment, you'll know this is/Something bigger than us and beyond bliss.”在歌曲副歌中，她告诉她的暧昧对象，如果他真的想要拥有她，就不能把爱情看做一场游戏，警告道：“'Cause if you want to keep me, you gotta, gotta, gotta, gotta, got to love me harder/And if you really need me, you gotta, gotta, gotta, gotta, got to love me harder.”之后，威肯扮演了一名暗恋者，演唱了有关“与女人发生性行为时的感受，”以及“肉体承诺”的歌词，唱道：“Can you feel the pressure between your hips/ I’ll make you feel like the first time.”在歌曲的桥段，“爱莉安娜和威肯互相回应歌词‘oohs’。”

## 乐评要点

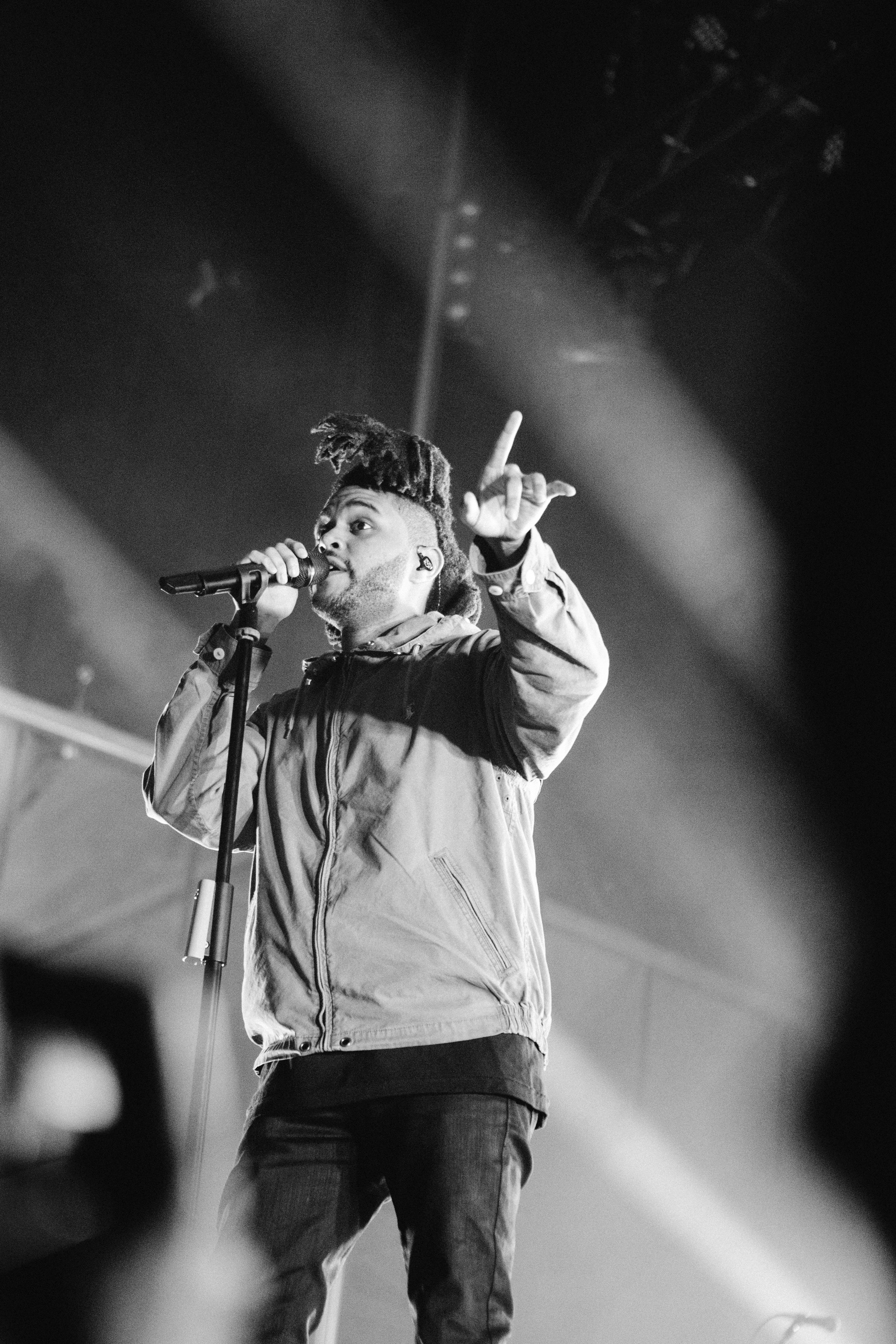
威肯用歌曲中的演唱获得了人们的赞誉。

歌曲在发行后获得了一致赞赏。音乐网站Allmusic的斯蒂芬·托马斯·厄勒温表示威肯在歌曲中“抢占“了爱莉安娜的风头。杂志《公告牌》的杰森·李普舒特表示“两人的合作很理智，”并称赞了威肯“非常真挚的吟唱”。《洛杉矶时报》的迈克·伍德称这是一首“让人们无法想象，一位仅有21岁、周知为大家闺秀的歌手所演唱的一首黑暗风（并且更充分体现）节奏布鲁斯的本名曲。《卫报》的奇提·艾姆派尔写道歌曲“饱满，中板的气氛”使其脱颖而出，并称威肯在歌曲中“并没有在其中掺杂过多自己的风格，但依然保持了他精彩的演唱，同时，爱莉安娜很好的保持了自己的风格。”《前音後果》的米歇尔·格拉尼称这首歌“十分具有感染力”，称两人的合作“简直是天生一对——爱莉安娜柔软的嗓音与威肯老练的低音很好的衬托了对方的声音。”音乐网站Idolator的布拉德利·斯特恩写道，歌曲是“一首使人无法抵挡的电子流行作品”，同时卡罗琳·门尼斯非常喜欢两人的组合，认为“这两个人的歌声的结合堪称完美”。
官方榜单公司的罗布·科普西认为这首歌曲是专辑中最性感的一首，并把它称作“性感迷人的歌曲”。Vulture.com的林赛·佐拉兹称歌曲“不仅是爱莉安娜的最佳歌曲之一，也是记忆当中威肯参与的最棒的作品。”《國家報》的亚当·沃克曼写道，爱莉安娜在歌曲中的表现不错，但威肯“或许比爱莉安娜表现得更加精彩。”杂志《Fact》的艾米·克里夫把歌曲称作全专的亮点，称“威肯的加入使歌曲增色不少，他清晰的假音与格兰德诱人的八度跳跃产生了美妙的化学反应。”数码间谍的刘易斯·康纳称赞爱莉安娜“成功地把威肯从Pitchfork混音带的心态拉出来，变成了一位在迪斯科节拍中吟唱的流行明星。”周刊《Time Out》的尼克·列文称这首歌“阵容豪华”，同时entertainment.ie的罗里·卡辛认为这首歌“恰到好处地表现了爱莉安娜的性感，非常不错的效果。”杂志《PopMatters》的埃文·索德伊则把这首歌描述为“目前为止杏菜最好的歌曲，”并称“这首与威肯合作的、黑暗而又充满情色的《用力爱我》很好地展现了爱莉的唱功，使得她能够展现出自己歌声中诱人、独特的部分。” 《Complex》杂志的埃德温·奥尔蒂斯将这首歌排在了“2014年50首最佳歌曲”名单中的第八位，称：
“看似完全不搭的爱莉安娜·格兰德和威肯的组合却在这首《用力爱我》中贡献出了完美的合作，这首想要让两位歌手有所突破的有魅力的电子流行作品，却使得两人两人展示出了各自最迷人的一面，[...]《用力爱我》可以称得上是2014年音乐市场中的重要组成部分。”

## 市场反响
在美国市场，歌曲在徘徊Bubbling Under Hot 100 Singles榜内几周后， 最终空降《公告牌》Hot 100榜第七十九位。歌曲于第二周升至第五十七位，并于第三周升至第三十七名，成为威肯在该排行榜上第一支进入前四十位的单曲。在第五周，官方音乐录影带释出之后，歌曲速升至第七名，这也是歌曲最高的排名，成为爱莉安娜在专辑《我的全部》中连续第四首，同时也是她个人连续第五首进入该排行榜前十名的单曲。爱莉安娜凭借歌曲与《大麻烦》、《释放》和《砰砰》，成为在2014年里拥有前十单曲最多的歌手。此外，《用力爱我》也成为威肯在《公告牌》Hot 100榜上首支进入前十名的单曲。截至2018年4月，歌曲已在美国售出了170万份，并获得美国唱片业协会的三重白金认证。
在加拿大市场，单曲同样进入了排行榜前十名，同时也在其他许多国家的排行榜上进入了前二十名，如澳大利亚、芬兰、意大利和荷兰。歌曲成为了威肯第一首进入各地排行榜的歌曲。

## 音乐录影带

### 背景和拍摄
2014年10月1日，爱莉安娜确认，她正在拍摄《用力爱我》的音乐录影带，并且爱莉的经纪人斯科特·布劳恩在自己的Instagram上传了一些相关的照片。接下来的几天，爱莉安娜给粉丝们发出预告，上传了几张拍摄现场的照片。《用力爱我》的歌词视频于2014年10月18日播出。音乐录像带由汉娜·勒克斯·戴维斯，还执导过爱莉的联合单曲《砰砰》。2014年10月28日，录影带拍摄的幕后花絮在网上发布，汉娜在其中阐释了音乐录影带的概念，称：“录影带实际上是关于‘只是深爱’以及‘为爱妥协’这两种观念间的竞争。”2014年11月3日，录影带在Vevo平台上首播，截至2015年1月11日，播放量已超过1亿，成为爱莉安娜的第五支继《爱你的方式》、《大麻烦》、《释放》和与洁西·J以及妮琪·米娜合作的《砰砰》之后，获得Vevo认证的音乐录影带。

### 概要和评价
MTV的埃米尔·林德纳说出录影带以“闪电划过充满橙色云雾的天空的戏剧化场景”开始。在整个音乐音乐录影带中，爱莉安娜和威肯“承受着尘土、风沙和雨水的侵袭，象征着人们对爱情的付出。”埃米尔接着说：“爱莉安娜在满是沙子的地板上翻腾，同时威肯在屋内的暴风雨中穿行，到最后，爱莉安娜充满自信地躺在水池中。在一个场景中，两人背对着背歌唱，这个场景从根本上阐释了歌曲的主题——人们不能面对自己对于恋爱关系的渴求。”埃米尔把录影带称为“爱莉安娜目前为止最严肃的音乐录影带”。 杂志《Paper》的加贝·贝斯称录影带表明“爱莉安娜抛弃了之前录影带的形式，标志着这位小天后正向成熟的风格转型”。《娱乐周刊》的阿里安娜·巴克勒赞同了这种说法，称“这支录影带所表现出的性感、神秘的气氛，明显与格兰德之前的风格不同，但却与这首歌曲很搭，歌曲不加装饰的抒情部分很好的展现了两人的唱功”。

## 现场表演
2014年9月27日，爱莉安娜和威肯在周六夜现场第40季的首期节目中首次共同表演了这首单曲，之后的11月23日，两人在全美音乐奖的颁奖典礼现场再次进行了合作演出。2014年12月9日，爱莉安娜在CBS电视台的2014年维多利亚的秘密时尚秀上将歌曲作为串烧曲目的一部分进行了表演，2015年2月15日，她在2015年NBA全明星赛的中场表演中再次表演了歌曲。她同样将这首歌曲加入了自己2015年The Honeymoon Tour的曲目列表。在巡演的迈阿密站和英格尔伍德站中，她与嘉宾贾斯汀·比伯共同演唱了歌曲。《用力爱我》加入为2017年曼彻斯特竞技场爆炸举行的慈善音乐会One Love Manchester的曲目列表。

## 曲目列表
- 数字下载 – 迷你专辑版本[1]

1. 《Love Me Harder》（与威肯合唱） – 3:56
2. 《Cadillac Song》 – 2:52
3. 《Too Close》 – 3:35

## 鸣谢名单
整理自专辑《我的全部》的内页说明。
录制
- 录制于康威录音室（加利福尼亚州洛杉矶），Wolf Cousins Studio（英语：Wolf Cousins Studio）（瑞典斯德哥尔摩），P.S. Studio（瑞典斯德哥尔摩）
- 威肯录制于棕榈赌场的录音室（英语：Palms Casino Resort）（内华达州拉斯维加斯）
- 混音于MixStar Studios（弗吉尼亚州弗吉尼亚海滩）
- 母带制作于Sterling Sound（纽约州纽约）

名单
- 爱莉安娜·格兰德 – 主唱
- 威肯 – 主唱，创作
- 马克斯·马丁 – 创作，伴唱
- 阿里·帕亚米 – 创作，制作，程序，低音，键盘，鼓，打击乐器
- 艾哈迈德·巴尔舍 – 创作
- 彼得·斯文森 – 创作，制作
- 彼得·卡尔松（英语：Carolina Liar） – 配唱制作
- 西贝尔 – 伴唱
- 尼克拉斯·永贝里 – 吉他
- 彼得·津尼 – 萨克管
- 萨姆·荷兰 – 工程
- 埃里克·韦弗 – 工程
- 杰森·“达黑拉”·奎恩维尔（英语：Jason Quenneville） – 工程，歌声录制（威肯）
- 科里·比奇 – 混音协助
- 塞班·盖恩 – 混音
- 约翰·哈内斯 – 混音工程
- 汤姆·科因 – 母带（英语：Audio mastering）
- 阿雅·美林 – 母带

## 排行榜
| 排行榜（2014年至15年）                   | 最高 排名 |
| ---------------------------------------- | --------- |
| 澳大利亚（澳大利亚唱片业协会單曲榜）     | 19        |
| 澳大利亚都市（澳大利亚唱片业协会榜）     | 4         |
| 奥地利（Ö3四十强单曲榜）                 | 29        |
| 比利时佛兰德（Ultratop五十强单曲榜）     | 45        |
| 比利时佛兰德（Ultratop城市榜）           | 7         |
| 比利时瓦隆（Ultratop五十强单曲榜）       | 43        |
| 加拿大（Canadian Hot 100）               | 10        |
| 加拿大（《告示牌》Canada CHR）           | 4         |
| 加拿大（《告示牌》Canada Hot AC）        | 25        |
| 捷克（電台百強單曲榜）                   | 60        |
| 捷克（百強數位單曲榜）                   | 13        |
| 丹麥（Hitlisten单曲榜）                  | 18        |
| 芬兰（芬蘭官方單曲榜）                   | 13        |
| 法国（法國唱片出版業公會單曲榜）         | 27        |
| 德国（德國官方單曲榜）                   | 35        |
| 愛爾蘭（愛爾蘭唱片音樂協會单曲榜）       | 33        |
| 意大利（意大利音乐产业联盟单曲榜）       | 17        |
| 以色列（媒体森林电视电台）               | 1         |
| 黎巴嫩（黎巴嫩官方二十强榜）             | 8         |
| 荷兰（荷蘭四十強單曲榜）                 | 7         |
| 荷兰（百强单曲榜）                       | 12        |
| 新西兰（新西兰唱片音乐协会单曲榜）       | 28        |
| 挪威（世道單曲榜）                       | 22        |
| 俄罗斯（俄罗斯音乐排行榜）               | 14        |
| 斯洛伐克（電台百強單曲榜）               | 41        |
| 斯洛伐克（百強數位單曲榜）               | 9         |
| 斯洛文尼亚（SloTop50）                   | 26        |
| 南非（非洲娛樂監測单曲榜）               | 7         |
| 韩国（Gaon國際單曲榜）                   | 15        |
| 瑞典（瑞典最熱榜）                       | 26        |
| 瑞士（瑞士热门音乐榜）                   | 40        |
| 西班牙（西班牙音樂製作協會）             | 36        |
| 英國（官方榜单公司單曲榜）               | 48        |
| 美国（《告示牌》百大單曲榜）             | 7         |
| 美國（《告示牌》Adult Pop Airplay）      | 20        |
| 美國（《告示牌》Dance/Mix Show Airplay） | 1         |
| 美國（《告示牌》Dance Club Songs）       | 20        |
| 美國（《告示牌》Latin Pop Airplay）      | 20        |
| 美國（《告示牌》Pop Airplay）            | 3         |
| 美國（《告示牌》Rhythmic Songs）         | 1         |
| 委内瑞拉（唱片报告）                     | 31        |
| 委内瑞拉（唱片报告）                     | 23        |

| 排行榜（2015年）                      | 排名 |
| ------------------------------------- | ---- |
| 比利时都市（Ultratop Flanders）       | 35   |
| 加拿大（Canadian Hot 100）            | 61   |
| 意大利（FIMI）                        | 93   |
| 荷兰（Single Top 100）                | 79   |
| 美国《公告牌》热门百强榜              | 56   |
| 美国舞蹈/混音表演电台榜（《公告牌》） | 12   |
| 美国主流四十强歌曲榜（《公告牌》）    | 32   |
| 美国节奏歌曲（《公告牌》）            | 16   |

## 认证与销量
| 地區                                                       | 认证    | 认证单位/销量 |
| ---------------------------------------------------------- | ------- | ------------- |
| 澳大利亚（澳大利亚唱片业协会）                             | 4× 白金 | 280,000‡      |
| 奥地利（國際唱片業協會奧地利分會）                         | 金      | 15,000*       |
| 巴西（巴西唱片業協會）                                     | 钻石    | 250,000‡      |
| 加拿大（加拿大音乐协会）                                   | 3× 白金 | 240,000‡      |
| 丹麦（國際唱片業協會丹麥分會）                             | 白金    | 60,000^       |
| 德国（聯邦音樂產業協會）                                   | 金      | 200,000‡      |
| 意大利（意大利音乐产业联盟）                               | 白金    | 50,000‡       |
| 挪威（國際唱片業協會挪威分会）                             | 2× 白金 | 120,000‡      |
| 葡萄牙（葡萄牙唱片業協會）                                 | 金      | 5,000‡        |
| 西班牙（西班牙音樂製作協會）                               | 金      | 20,000‡       |
| 瑞典（瑞典唱片業協會）                                     | 2× 白金 | 80,000‡       |
| 英国（英国唱片业协会）                                     | 白金    | 600,000‡      |
| 美国（美國唱片業協會）                                     | 3× 白金 | 1,300,000     |
| *僅含認證的實際銷量 ^僅含認證的出貨量 ‡僅含認證的+實際銷量 |         |               |

## 发行历程
| 国家     | 日期           | 格式                 | 厂牌     | 参文    |
| -------- | -------------- | -------------------- | -------- | ------- |
| 美国     | 2014年9月30日  | 节奏交叉电台         | Republic | [ 124 ] |
| 美国     | 2014年10月7日  | 当代流行电台         | Republic | [ 125 ] |
| 美国     | 2014年11月10日 | 热门成人当代电台     | Republic | [ 126 ] |
| 澳大利亚 | 2014年11月21日 | 数字下载（迷你专辑） | Republic | [ 1 ]   |
| 新西兰   | 2014年11月21日 | 数字下载（迷你专辑） | Republic | [ 127 ] |
| 意大利   | 2014年12月5日  | 当代热门电台         | 环球     | [ 128 ] |